# 2006-os Formula–1 francia nagydíj
A francia nagydíj volt a 2006-os Formula–1 világbajnokság tizenegyedik futama, amelyet 2006. július 16-án rendeztek meg a francia Circuit de Nevers Magny-Cours-on, Magny-Cours-ban.

## Pénteki versenyzők

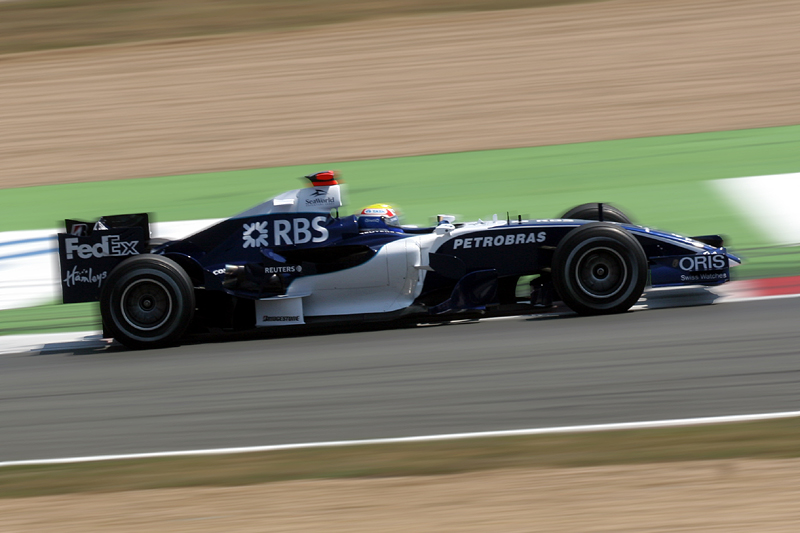
Webber a francia nagydíjon a Williamsszel

| Versenyző        | Csapat/Motor        |
| ---------------- | ------------------- |
| Alexander Wurz   | Williams-Cosworth   |
| Anthony Davidson | Honda               |
| Robert Doornbos  | Red Bull-Ferrari    |
| Robert Kubica    | BMW Sauber          |
| Adrian Sutil     | MF1-Toyota          |
| Neel Jani        | Toro Rosso-Cosworth |
| Jamamoto Szakon  | Super Aguri-Honda   |

## Időmérő edzés
Az időmérő edzésen Michael Schumacher szerezte meg a pole-pozíciót, mögötte csapattársa, Felipe Massa és Fernando Alonso végzett a Renault hazai nagydíján.
| Helyezés | Versenyző            | Csapat/Motor        | 1. rész  | 2. rész  | 3. rész  |
| -------- | -------------------- | ------------------- | -------- | -------- | -------- |
| 1        | Michael Schumacher   | Ferrari             | 1:15.865 | 1:15.111 | 1:15.493 |
| 2        | Felipe Massa         | Ferrari             | 1:16.277 | 1:15.679 | 1:15.510 |
| 3        | Fernando Alonso      | Renault             | 1:16.328 | 1:15.706 | 1:15.785 |
| 4        | Jarno Trulli         | Toyota              | 1:15.550 | 1:15.776 | 1:16.036 |
| 5        | Ralf Schumacher      | Toyota              | 1:15.949 | 1:15.625 | 1:16.091 |
| 6        | Kimi Räikkönen       | McLaren-Mercedes    | 1:16.154 | 1:15.742 | 1:16.281 |
| 7        | Giancarlo Fisichella | Renault             | 1:16.825 | 1:15.901 | 1:16.345 |
| 8        | Pedro de la Rosa     | McLaren-Mercedes    | 1:16.679 | 1:15.902 | 1:16.632 |
| 9        | Nico Rosberg         | Williams-Cosworth   | 1:16.534 | 1:15.926 | 1:18.272 |
| 10       | David Coulthard      | Red Bull-Ferrari    | 1:16.350 | 1:15.974 | 1:18.663 |
| 11       | Mark Webber          | Williams-Cosworth   | 1:16.531 | 1:16.129 |          |
| 12       | Nick Heidfeld        | BMW Sauber          | 1:16.686 | 1:16.294 |          |
| 13       | Christian Klien      | Red Bull-Ferrari    | 1:16.921 | 1:16.433 |          |
| 14       | Rubens Barrichello   | Honda               | 1:17.022 | 1:17.027 |          |
| 15       | Scott Speed          | Toro Rosso-Cosworth | 1:17.117 | 1:17.063 |          |
| 16       | Christijan Albers    | MF1-Toyota          | 1:16.962 | 1:17.105 |          |
| 17       | Vitantonio Liuzzi    | Toro Rosso-Cosworth | 1:17.164 |          |          |
| 18       | Jacques Villeneuve   | BMW Sauber          | 1:17.304 |          |          |
| 19       | Jenson Button        | Honda               | 1:17.495 |          |          |
| 20       | Tiago Monteiro       | MF1-Toyota          | 1:17.589 |          |          |
| 21       | Franck Montagny      | Super Aguri-Honda   | 1:18.637 |          |          |
| 22       | Szató Takuma         | Super Aguri-Honda   | 1:18.845 |          |          |

## Futam
A versenyt Michael Schumacher 10 másodperc előnnyel nyerte meg Alonso előtt, aki a boxkiállásoknál meg tudta előzni Felipe Massát. A további pontszerzők Ralf Schumacher, Kimi Räikkönen, Giancarlo Fisichella, Pedro de la Rosa és Nick Heidfeld lettek. Schumacher nyolcadszorra nyerte meg a francia nagydíjat pályafutása során, amivel rekordot döntött, ezenkívül övé lett a leggyorsabb kör is, 1:17.111. BMW Sauber egy újítással érkezett a versenyre: két "tornyot" helyeztek az autók orrára, de a verseny után ezt az ötletet betiltották, mivel nem találták elég biztonságosnak.
A különbség a két élen álló között 17 pontra csökkent.
| Helyezés | Rajtszám | Versenyző            | Csapat/Motor        | Futott kör | Idő/Kiesés oka | Rajthely | Pont |
| -------- | -------- | -------------------- | ------------------- | ---------- | -------------- | -------- | ---- |
| 1        | 5        | Michael Schumacher   | Ferrari             | 70         | 1h32:07.803    | 1        | 10   |
| 2        | 1        | Fernando Alonso      | Renault             | 70         | + 10.131       | 3        | 8    |
| 3        | 6        | Felipe Massa         | Ferrari             | 70         | + 22.546       | 2        | 6    |
| 4        | 7        | Ralf Schumacher      | Toyota              | 70         | + 27.212       | 5        | 5    |
| 5        | 3        | Kimi Räikkönen       | McLaren-Mercedes    | 70         | + 33.006       | 6        | 4    |
| 6        | 2        | Giancarlo Fisichella | Renault             | 70         | + 45.265       | 7        | 3    |
| 7        | 4        | Pedro de la Rosa     | McLaren-Mercedes    | 70         | + 49.407       | 8        | 2    |
| 8        | 16       | Nick Heidfeld        | BMW Sauber          | 69         | + 1 kör        | 11       | 1    |
| 9        | 14       | David Coulthard      | Red Bull-Ferrari    | 69         | + 1 kör        | 9        |      |
| 10       | 21       | Scott Speed          | Toro Rosso-Cosworth | 69         | + 1 kör        | 14       |      |
| 11       | 17       | Jacques Villeneuve   | BMW Sauber          | 69         | + 1 kör        | 16       |      |
| 12       | 15       | Christian Klien      | Red Bull-Ferrari    | 69         | + 1 kör        | 12       |      |
| 13       | 20       | Vitantonio Liuzzi    | Toro Rosso-Cosworth | 69         | + 1 kör        | 22       |      |
| 14       | 10       | Nico Rosberg         | Williams-Cosworth   | 68         | + 2 kör        | 18       |      |
| 15       | 19       | Christijan Albers    | MF1-Toyota          | 68         | + 2 kör        | 15       |      |
| 16       | 23       | Franck Montagny      | Super Aguri-Honda   | 67         | + 3 kör        | 20       |      |
| Ki       | 12       | Jenson Button        | Honda               | 61         | Műszaki hiba   | 17       |      |
| Ki       | 9        | Mark Webber          | Williams-Cosworth   | 55         | Kerékabroncs   | 10       |      |
| Ki       | 8        | Jarno Trulli         | Toyota              | 39         | Fékek          | 4        |      |
| Ki       | 11       | Rubens Barrichello   | Honda               | 28         | Motorhiba      | 13       |      |
| Ki       | 18       | Tiago Monteiro       | MF1-Toyota          | 11         | Mechanika      | 19       |      |
| Ki       | 22       | Szató Takuma         | Super Aguri-Honda   | 0          | Erőátvitel     | 21       |      |

## A világbajnokság élmezőnyének állása a verseny után
| H | Versenyzők           | Pont | H | Konstruktőrök    | Pont |
| - | -------------------- | ---- | - | ---------------- | ---- |
| 1 | Fernando Alonso      | 96   | 1 | Renault          | 142  |
| 2 | Michael Schumacher   | 79   | 2 | Ferrari          | 113  |
| 3 | Giancarlo Fisichella | 46   | 3 | McLaren-Mercedes | 71   |
| 4 | Kimi Räikkönen       | 43   | 4 | Honda            | 32   |
| 5 | Felipe Massa         | 42   | 5 | Toyota           | 21   |

## Statisztikák
Vezető helyen:
- Michael Schumacher: 63 (1-18 / 23-38 / 42-70)
- Jarno Trulli: 2 (19-20)
- Ralf Schumacher: 2 (21-22)
- Fernando Alonso: 3 (39-41)

Michael Schumacher 88. (R) győzelme, 68. (R) pole-pozíciója, 73. (R) leggyorsabb köre, 22. (R) mesterhármasa (gy, pp, lk)
- Ferrari 187. győzelme.
- Itt szerezte Michael Schumacher az utolsó Formula–1-es pole-pozícióját.
- Ez volt Franck Montagny utolsó versenye, mielőtt hazai nagydíján távozott a Super Aguritól. Helyét a német nagydíjon Jamamoto Szakon vette át.